# Soho House
Soho House var industripioneren Matthew Boultons hjem (fra 1766 til hans død i 1809). Det ligger i Handsworth, Birmingham, England, og har været et museum siden 1995. Museet handler om hans liv, hans partnerskab med James Watt og hans medlemskab af Lunar Society (Måneselskabet). Bygningen blev tegnet af Samuel Wyatt og arbejdet på den nuværende bygning begyndte i 1789. Arbejdet med at forlænge bygningen blev afsluttet i 1796 efter en tegning af James Wyatt, Samuel's bror, om tilføjelse af en facade med hovedindgang. Bygningen er fredet.
Boulton købte lejemålet for den fem år gamle Soho Mill i 1761 udbyggede den til Soho Manufactory. Han udvidede beboelseshuset ved siden af møllen til Soho House og ændrede det flere gange. Den er beklædt med malet skiffer, for at give indtryk af store stenblokke. Boulton flyttede ind i Soho House da fabrikken blev færdig i 1766. Soho Manufactory blev revet ned i 1863.
I 1766 blev Boulton en af grundlæggerne af Lunar Society. Soho House blev ofte brugt som mødested for Lunar Society.
Som et lokalt museum, der er en del af Birmingham Museums & Art Gallery ejes og drives det af byen Birmingham. Det rummer udstillinger af lokal interesse. Tidligere var der gratis adgang, men siden april 2011 skal man betale entre, hvis man er fyldt 16. Haverne, arealerne og besøgsfaciliteterne er gratis for alle besøgende.
Der er opsat en plakette på huset, som erindrer om Matthew Boulton .
I årene mellem Boultons død og omdannelsen til museum blev huset brugt til forskellige formål. I nyere tid var det overnatningssted for politifolk.

## Eksterne kilder
- Soho House Arkiveret 14. december 2013 hos  Wayback Machine
- Soho House – Service for Schools – Undervisningsforløb og ressourcer i Soho House
- Soho House for Kids – sjov og spil for børn baseret på Soho House

52°29′59″N 1°55′22″V / 52.4996°N 1.9229°V